# 大浦街站
大浦街站是一个京广线上的铁路车站，位于湖南省衡阳市衡东县大浦镇交通街61号，目前为四等站，邮政编码为421411。车站建于1937年，原名大堡站，1958年开始复线化。1962年修建车站通往712矿区的专用线，长5070米；1980年又修建了长1004米的大浦石油专用线:312。

## 概要
大浦街站目前不办理客运业务，货运仅办理专用线货运作业。车站货运服务辐射衡阳市和衡东县，主要发送非矿货物，主要的到达货品类有石油、钢铁及非金类。
大浦街站目前设有6条股道，包括2条正线、2条到发线和2条货物线。车站设有通往中国石油衡阳油库、湖南有色衡东氟化学和中国石化大浦油库的专用线共三条。